# Bruce Grobbelaar
Bruce David Grobbelaar (* 6. Oktober 1957 in Durban, Südafrika) ist ein ehemaliger simbabwischer Fußballtorwart. Er war während seiner aktiven Laufbahn sowohl für die simbabwische Nationalmannschaft als auch für zahlreiche englische Profivereine – dabei vor allem langjährig für den FC Liverpool – aktiv.

## Jugendzeit
Als Teenager war Grobbelaar ein talentierter Cricketspieler und erhielt die Möglichkeit, über ein Stipendium in den USA Baseball zu spielen. Er entschied sich jedoch für den Fußballsport und schloss sich in jungen Jahren dem Verein Jomo Cosmos in Südafrika an. Diesen Verein verließ er jedoch vorzeitig, nachdem er sich häufig nur auf der Ersatzbank wiederfand und dafür seine Hautfarbe in der von dunkelhäutigen Spielern dominierten Mannschaft als Grund ansah. Direkt im Anschluss leistete er für sein Heimatland, die damals noch britische Kolonie Südrhodesien, einen zweijährigen Dienst in der „Rhodesian National Guard“ ab. 1979 ging er nach Kanada zu den Vancouver Whitecaps. Kurz zuvor hatte er ein Nachwuchscamp des Vereins in Südafrika besucht.

## Sportliche Karriere

### Vancouver Whitecaps
Grobbelaar wurde in Vancouver von dem ehemaligen englischen Nationalspieler und Torhüter des FC Blackpool Tony Waters trainiert und debütierte für seinen Verein im Jahre 1980 gegen die Seattle Sounders. Obwohl er hinter dem Stammtorhüter Phil Parkes lediglich zweite Wahl war, entwickelte er sich bei den Anhängern des Vereins zu einer Kultfigur. Als er im Jahr 1980 seine Familie und Freunde in England besuchte, wurde er von Ron Atkinson für ein Probetraining bei West Bromwich Albion eingeladen. Atkinson war sehr an einer Verpflichtung Grobbelaars interessiert, aber Schwierigkeiten im Zusammenhang mit seiner Arbeitserlaubnis verhinderten einen Wechsel. Er kehrte nach Vancouver zurück, konnte jedoch kurze Zeit später in Großbritannien auf Leihbasis bei Crewe Alexandra Fuß fassen. Während seiner Zeit in Crewe absolvierte er 24 Meisterschaftsspiele, schoss in der letzten Partie per Elfmeter sein erstes und einziges Tor in seiner Fußballerkarriere und wurde während dieser Zeit von dem Talentscout des FC Liverpool Tom Saunders entdeckt.

### FC Liverpool
Zu dem Zeitpunkt, als sich der FC Liverpool für eine endgültige Verpflichtung entschieden hatte, war Grobbelaar nach seiner beendeten Leihbeschäfigung in Crewe nach Vancouver zurückgekehrt. Liverpool kontaktierte daraufhin Tony Waters, der selbst noch mit dem englischen Spitzenverein in den 1970er Jahren geschäftlich in Verbindung gestanden hatte und nun Grobbelaars Transfer freigab. Im Jahr 1981 unterschrieb Grobbelaar in Liverpool und war dort fortan Ersatztorhüter. Als im Sommer des gleichen Jahres der Stammtorwart Ray Clemence zu Tottenham Hotspur wechselte, bot sich Grobbelaar die Chance auf die Nummer 1.
Während seiner Liverpooler Zeit zwischen 1981 und 1994 stand er bei 627 Spielen für seine Mannschaft zwischen den Pfosten und war dabei für seinen exzentrischen und extravaganten Stil bekannt. Beim Endspiel des Jahres 1984 im Europapokal der Landesmeister, das nach Verlängerung gegen den AS Rom 1:1 endete, war er der Sieger im anschließenden spektakulären Elfmeterschießen. Als Bruno Conti zur Ausführung seines Strafstoßes antrat, lächelte Grobbelaar selbstbewusst und etwas provokativ in die hinter dem Tor platzierten Kameras und biss dabei in das Tornetz, um damit das Essen von Spaghetti zu imitieren. Conti schoss den Elfmeter über die Querlatte des Tors. Ähnlich verhielt sich Grobbelaar dann beim Elfmeter von Francesco Graziani, als er stark mit seinen Beinen wackelte. Auch Graziani verschoss. Liverpool gewann das Elfmeterschießen mit 4:2 und Grobbelaar wurde zum ersten Afrikaner, der den wichtigen europäischen Vereinstitel gewinnen konnte.
Obwohl Grobbelaar häufig für seine kontroversen Darbietungen kritisiert wurde, hielten mit Bob Paisley, Joe Fagan und Kenny Dalglish drei der wohl besten Liverpooler Trainer in insgesamt dreizehn Jahren an ihm fest. Abgesehen von dem Hang zum Showbusiness stuften sie ihn als einen der leistungsstärksten Torhüter seiner Generation ein. Grobbelaar selbst verteidigte seine Exzentrizität dadurch, dass er im simbabwischen Bürgerkrieg gekämpft hatte und er dadurch die Bedeutung des Fußballs allgemein als vergleichsweise gering betrachtete. Zu seinen Stärken zählten die überdurchschnittliche – fast schon einem Turner gleichzusetzende – Beweglichkeit und ein großes Selbstbewusstsein, das auch bei Fehlern während eines Spiels nicht sichtbar gemindert wurde. Er war zudem berüchtigt für seine lautstarken Anweisungen an die Abwehrspieler, falls diese dem Gegner eine unnötig leichte Torchance ermöglichten. Ein Höhepunkt war dabei sein verbaler Angriff auf seinen Mitspieler Jim Beglin während des FA-Cup-Endspiels im Jahre 1986. Er gewann mit Liverpool mehr Titel als jeder andere Spieler seines Alters und ist mit Ray Clemence der wohl renommierteste Liverpooler Torhüter aller Zeiten.
Trotz gelegentlicher Konkurrenz um die Stammtorhüterposition und kurzer Verletzungs- bzw. Krankheitsphasen – vor allem eine Meningitis, die ihn für etwa die Hälfte der Saison 1988/89 zu einer Pause zwang – war Grobbelaar bis zum Ende der 1980er-Jahre Liverpools Stammtorhüter. Erst die Verpflichtung von David James im Sommer 1992 leitete das Ende der „Ära Grobbelaar“ ein. Obwohl James zunächst nicht überzeugen konnte, sorgte Grobbelaar durch seine häufigen Abstellungen für die simbabwische Nationalmannschaft dafür, dass James zahlreiche weitere Chancen erhielt, die dieser dann auch immer besser nutzen konnte. In der Saison 1992/93 kam Grobbelaar beim FC Liverpool nur noch zu sechs Einsätzen und wurde sogar kurzzeitig an Stoke City ausgeliehen. Durch die weiter wechselhaften Leistungen von James konnte sich Grobbelaar wieder in die Liverpooler Mannschaft zurückspielen. Er spielte jedoch – wie auch die gesamte Mannschaft in der Saison 1993/94 – sehr durchwachsen und verletzte sich am 28. Februar 1994 in der letzten Minute beim 0:2 gegen Leeds United. Dieses Spiel sollte dann auch Grobbelaars letztes Spiel für den FC Liverpool bleiben.

### Manipulationsvorwürfe
Grobbelaar verließ Liverpool im Sommer 1994 und schloss sich dem FC Southampton an. Im gleichen Jahr veröffentlichte die britische Boulevardzeitung „The Sun“ Anschuldigungen, nachdem auf einem Videoband festgehalten wurde, dass sich Grobbelaar offensichtlich an der Manipulation von Fußballspielen zugunsten eines Wettsyndikats beteiligt hatte. Gemeinsam mit dem Torhüter des FC Wimbledon (Hans Segers), einem Stürmer von Aston Villa (John Fashanu) und einem Geschäftsmann aus Malaysia (Heng Suan Lim) wurde Grobbelaar dann mit dem Vorwurf der Verschwörung angeklagt.
Er plädierte auf „Nicht schuldig“ und gab an, er hätte nur Beweise gesammelt, die er dann später der Polizei übermittelt hätte. Nach zwei aufeinanderfolgenden Gerichtsverfahren, in denen sich die Jury nicht auf ein Urteil einigen konnte, wurde er mit seinen Mitangeklagten im November 1997 freigesprochen. Später verklagte Grobbelaar die Sun auf Verleumdung und bekam 85.000 Pfund zugesprochen. Die Sun legte dagegen Berufung ein und der Fall wurde an das House of Lords verwiesen, wo festgestellt wurde, dass, obwohl die ursprünglichen Vorwürfe nicht belegt worden waren, hinreichende Beweise für die Unehrlichkeit Grobbelaars vorlagen. Die im Verleumdungsprozess zugesprochene Schadensersatzsumme wurde auf die im englischen Recht geringste mögliche Summe von nur einem Pfund reduziert. Zudem wurde Grobbelaar dazu verurteilt, der Sun Gerichtskosten in Höhe von 500.000 Pfund zu erstatten. In seinem Urteil erklärte Lord Bingham of Cornhill dazu:
„Das Recht vor Verleumdung beschützt denjenigen, dessen Reputation rechtswidrig verletzt worden ist. Es bietet demjenigen wenig oder keinen Schutz, der einen nicht schützenswerten Ruf hat oder verdient. Bis zum 9. November 1994, als die Zeitung ihre ersten Artikel über ihn veröffentlichten, war die Reputation des Berufungsklägers makellos. Aber er hatte in einer Weise agiert, wie kein anständiger oder ehrlicher Fußballer sich verhalten würde; in einer Weise, die, falls sie nicht aufgedeckt worden wäre, die Integrität des Spiels, das von der Treue und der Unterstützung von Millionen lebt, untergraben würde“.
Grobbelaar war nicht in der Lage, die Summe aufzubringen und erklärte sich Bankrott. Er zog zurück nach Südafrika und trainierte eine Reihe von Mannschaften mit unterschiedlichem Erfolg. Nach eigener Aussage hofft er weiterhin darauf, dass er „eines Tages nach Anfield als Trainer des FC Liverpool zurückkehre“, aber seine weiterhin offenen Schulden als auch sein beschädigter Ruf aufgrund der Spielmanipulationsvorwürfe ließen diesen Wunsch unrealistisch erscheinen.

## Erfolge
- Europapokalsieger der Landesmeister: 1984
- Englischer Meister: 1982, 1983, 1984, 1986, 1988, 1990
- FA-Cup-Sieger: 1986, 1989, 1992
- Englischer Ligapokalsieger: 1982, 1983, 1984
- Super-Cup-Sieger: 1987
- Charity-Shield-Sieger: 1983, 1987*, 1989, 1990, 1991* (* geteilter Titel)